# 魏于全
魏于全（1959年6月4日—），四川南江县人，中国科学院院士。
现任四川大学生物治疗国家重点实验室主任与华西医院临床肿瘤中心主任，中华医学会副会长，教育部科学技术委员会生物学医学学部常务副主任，担任国际杂志Human Gene Therapy 副主编，973首席科学家，十二五“863”医药生物技术主题专家。教育部“长江学者奖励计划”第二批特聘教授，1997年国家杰出青年科学基金获得者，十五“863”生物与农业技术领域生物工程技术主题专家组组长。曾任四川大学副校长

## 生平
1986年毕业于华西医科大学获硕士学位， 1991－1996年在日本京都大学医学院留学并获博士学位，于1996年回国。主要从事肿瘤等疾病的应用基础研究、药物研发与临床医疗实践。相关研究结果已发表在Nature Medicine, PNAS, Blood, CancerRes., J. Immunol., J. Biol.Chem等国际期刊。
2020年，魏于全创办成都威斯克生物医药有限公司，并担任董事长兼总经理。

## 论文造假质疑
2006年3月，西安交通大学教授司履生致信中国科学院，公开举报中科院院士、四川大学副校长魏于全发表在国内学术刊物《中华肿瘤杂志》和国际学术刊物《自然·医学》（Nature Medicine）的两篇论文涉嫌“学术造假”。年已七旬的司履生在接受《人民日报》记者采访时称，之所以这样做是因为：“现在，国家对科技事业这么重视，对学术腐败的治理会更加重视……我也希望能在自己退休之前，把这个事情解决。” 2006年4月15日四川大学举办新闻发布会，宣布学校初步调查结果：认为司履生教授反映的问题属于不同学术观点的争议，司履生教授据此作出“学术造假”的指控，缺乏事实依据。川大校方认为，早在2003年司教授就给《中华肿瘤杂志》和《自然·医学》写信反映论文有假，而当时魏于全已按编辑部的要求，对质疑进行了逐条答复。对质疑和答复两家刊物都做了不登载处理。而且早在2001年魏申报院士时，学校就收到有关部门转来的类似投诉信，并在调查后将结果上报了有关部门。就此川大认为，司对魏的指控目前缺乏事实依据。而且魏的研究被国内外同行引用较多，成为国际肿瘤免疫治疗的新方向。争论极具专业性，希望按照学术界处理学术争议的正常途径来解决。